# Військовий подвиг
Військовий подвиг — це героїчний, доблесний вчинок, вчинений громадянином, групою людей у важких умовах в ім'я Батьківщини[неавторитетне джерело]. Військовий подвиг, як правило, пов'язаний з подоланням страху, в який потрапляє людина, опинившись на війні. Суть подвигу полягає в усвідомленій самопожертві[неавторитетне джерело].

## Подвиги українців

### Бій під Крутами— армія УНР, 1918р.
Бій відбувся 29 січня 1918 року біля залізничної станції Крути. У бою зійшлися військові частини більшовицької Росії, яка наступала на Київ й захисники УНР. З українського боку боєм керував сотник армії УНР Аверкій Гончаренко. Участь у ньому брали чотири сотні 1-ї Київської юнацької школи ім. Б. Хмельницького та 1-ша сотня Студентського куреня Січових Стрільців (разом понад 500 вояків і 20 старшин). На озброєнні вони мали гвинтівки, 16 кулеметів і саморобний бронепоїзд — звичайна артилерійська гармата, встановлена на залізничній платформі. Більшовицьким наступом на Київ командував головком радянських військ, підполковник М. Муравйов. Загін більшовиків під Крутами складався з вояків 1-ї революційної армії Єгорова та 2-ї армії Берзіна, а це близько 4—6 тисяч осіб. Їх наступ підтримувався артилерією та бронепоїздом. Бій тривав понад 5 годин.
|                                                                                            | 29 січня 2013 року виповнилося 95 років з часу бою на залізничній станції Крути між військовими підрозділами Української Народної Республіки та російською більшовицькою армією під командуванням М. Муравйова. Бій під Крутами був одним з етапів неоголошеної війни Радянської Росії проти незалежної України у 1917—1920 роках. Особливістю бою під Крутами є те, що в ньому на захист Української Народної Республіки в умовах політичної та управлінської неспроможності тогочасної української влади добровільно стали київські студенти, гімназисти та юнаки військової школи супроти ворога, який мав багаторазову чисельну перевагу. Саме тому бій під Крутами, незважаючи на те, що він завершився військовою поразкою для Української Народної Республіки, на довгі часи став для патріотів України прикладом героїчного подвигу і звитяги в ім’я України та її незалежності. Подвиг крутянців навчає, що свобода і доля України залежать від готовності кожного українського громадянина поважати і захищати інтереси своєї країни. |
| — Про відзначення подвигу героїв бою під Крутами. — Постанова ВРУ від 16.05.2013 № 261-VII | |

### Оборона Замостя та «чудо над Віслою»— армія УНР, 1920р.
Оборона Замостя тривала від 29 серпня до 31 серпня 1920 року. Командувачем обороною міста був полковник армії УНР, уродженець Таврії — Марко Безручко. Згідно правил військової науки для успішного наступу потрібно володіти трикратною перевагою, і саме такою перевагою володів командувач Першою кінною армією Будьонний. Армія Будьоного налічувала понад 16 000 чоловік, тоді як військові сили оборонців близько 3 тисяч. Оборона Замостя дала змогу перегрупуватись арміям Пілсудського та підготуватись до оборони Варшави. Крім того дивізія генерала Безручка, після обороний Замостя, завдала флангового удару військам Тухачевського чим сприяла відбиттю атаки на Варшаву і врятуванню польської незалежності. Поляки охрестили успіх під Варшавою «Чудо над Віслою».
|                                                                       | Буденний, захоплений своїми успіхами, перед тим, як рушити на Варшаву, рішив з нальоту захопити Львів, однак зустрінув тут серйозний відпір і, зазнавши великих втрат, рушив у напрямі на Замостя, до якого і підійшов 29 серпня. В Замостю у старій фортеці в той час опинилися частини 6-ї української Січової дивізії в команді генштабу полк. Безручка, яких направляли з фронту ІІІ польської армії на з'єднання з Українською Армією на Дністрі. Крім вищезгаданої 6-ї дивізії, в склад залоги Замостя ще увійшов 31-ий польський полк та 2 етапових куріні. Всього— 3200 багнетів, 200 шабель, 12 гармат, та 3 бронепотяги. Комендантом залоги був полк. Везручко. 29 серпня Буденний зсаджує своїх кіннотчиків з коней та після гарматної підготовки веде їх на штурм фортеці, яка являла собою мале містечко, обведене старим муром. Атаки буденновців із сходу було відбито, з великими втратами для них. Ранком 30 серпня Буденний оточив Замостя та повів наступ зо всіх боків. Залога Замостя уперто боронилася, але з заходу буденновцям пощастило дійти до дротяних перешкод і знищити їх та майже увірватись в Замостя. Однак остання резерва — українська сотня, контр-атакою відкинула ворога за дроти. Біля 70 ворожих гармат розвинули пекельний вогонь, на який обережно (зберігаючи набої), але влучно, одповідали 12 українських гармат. І ця атака для армії Буденного скінчилася неуспішно. Несподівано 31 серпня Буденний припинив штурм Замостя та спішно розпочав відступати на схід, бо в його запіллі з'явились польські дивізії, що їх було перекинено з північного фронту. Штурм Замостя, під яким Буденний поніс великі втрати, остаточно зламав йому зуби й ослабив його. Він не в силах був продовжувати свій рейд до Варшави. Відпір, який зустрінув Буденний під Замостям, остаточно розбив широко побудовані стратегічні плани Червоної Армії, а саме: кінними арміями з півночі і з півдня оточити Польську Армію. У розбиттю цих планів активну участь взяла 6-та українська дивізія з полк. Безручком на чолі |
| — Спогади генерал-хорунжого Олександра Удовиченка про оборону Замостя | |

### Бій під м. Обоянь біля Курська— Червона армія, 1943р.
У липні 1943 року в бою під м. Обоянь Курської області старший сержант Марія Боровиченко, врятувала лейтенанта Корнієнко, прикривши його своїм тілом та кинувши гранату у ворожий танк. Осколок снаряду влучив їй прямо в серце. За подвиг посмертно нагороджена званням Героя Радянського Союзу.

### Бій біля села Новий Загорів— УПА, 1943р.
8—11 вересня 1943 року біля села Новий Загорів відбувся бій між загонами Української повстанської армії під командуванням Андрія Марценюка (псевдо — «Береза») та німецькими окупантами, які значно переважали сили повстанців. 42 молодих бійці УПА протягом двох з половиною діб оборонялись на території Новозагорівського монастиря проти понад 1500 бійців німецьких військ. Територія монастиря, на якому розташувалися бійці УПА, була стратегічним місцем, де перетиналися шляхи УПА з сусідніх областей.  Не зважаючи на чисельну перевагу оборонцям вдалось вирватись з оточення. Втрати серед повстанців склали 29 осіб, втрати німецьких військ — 540 вбитих та 700 поранених. В Україні знято кліп гурту Тартак та Нічлава, де зображено саме цей бій.

### Бій біля українського блокпоста на Сході— Збройні сили України, 2014р.
Один з українських блокпостів на Сході атакували три російських танки Т-72. На допомогу прибув танкіст Тишик Микола, з 51-ї окремої механізованої бригади, на своєму танку Т-64М. Він підбив один російський танк, а два інших герой заманив у болото. У результаті один танк потонув, а інший загруз у трясовині. Після бою бійці української армії витягнули танк і вже на ньому М. Тишик повернувся в розташування своєї частини.